# Управління викликами. Як застосувати спортивну стратегію у житті та бізнесі
Challenge Management: Was Sie als Manager vom Spitzensportler lernen können (укр. Управління викликами. Як застосувати спортивну стратегію у житті та бізнесі) — книга ексчемпіона світу з боксу в суперважкій вазі, підприємця та викладача Володимира Кличка, вперше була опублікована німецькою мовою в співавторстві з журналісткою Штефані Білен (Stefanie Bilen) в серпні 2017 року. Українською мовою її було перекладено 2018 року у видавництві «Наш формат» (перекладач з німецької — Євгенія Кузнєцова).

## Огляд книги
Основна ідея книги присвячена демонстрації існування єдиного закону досягнення успіху, який полягає в прийнятті та подоланні викликів, що трапляються на цьому непростому шляху.
Для будь-якої сфери життя людини: особистої, спортивної, професійної або в підприємницькій справі, існують незаперечні 12 принципів, дотримуючись яких, можна гарантувати собі перемогу і успіх. Володимир Кличко, який має значні досягнення не лише як знаменитий спортсмен, але й успішний підприємець, вивів для себе основні принципи ще в юному віці і наполегливо дотримувався їх протягом всієї своєї кар'єри.
Викладаючи основи «управління задачами» в Університеті Санкт-Галлена, він будує свою концепцію на тому, що «боротьба, поразка та перемога» — три нерозривні речі, які допоможуть стати на шлях до успіху та самовдосконалення:
- використання принципів «конкупераціі»;
- здатність не тільки отримувати знання, а й ділитися ними;
- використання своїх як сильних, так і слабких сторін;
- вміти планувати на тривалий термін і забезпечувати безперервну роботу;
- здатність вчитися на поразках, які відкривають нові можливості.

Це тільки деякі з дванадцяти відповідей на виклики, які, за твердженням Володимира Кличка, мотивують і стимулюють для досягнення поставлених завдань в будь-якій справі. У своїй книзі він демонструє, як запропоновані принципи можуть бути застосовані менеджерами, управлінцями, керівниками компаній, доказуючи, що в діловому світі використовується така ж система боротьби і перемоги, як і в професійному спорті. Автор пропонує реальні історії, що підтверджують та допомагають провести паралелі в спортивному та діловому житті.

## Переклад українською
- Кличко, Володимир. Управління викликами. Як застосувати спортивну стратегію у житті та бізнесі / пер. Кузнєцова Є. — К. : Наш Формат, 2018. — С. 200. — ISBN 978-617-7552-40-5.